# Игроки в шахматы (школа Караваджо)
«Игроки́ в ша́хматы» (итал. I Giocatori di Scacchi) — картина, атрибутируемая представителю школы Караваджо, представляющая редкий для неё сюжет (игра в шахматы).

## История картины
Картина создана в 1610 году (некоторые искусствоведы расширяют рамки датировки до периода с 1590 по 1610 годы), обычно атрибутируется кругу (школе) Микеланджело Меризи да Караваджо (итал. Merisi Michelangelo detto Caravaggio, 1573—1610). В отдельных авторитетных каталогах приписывается самому художнику. Размер картины 128 на 94 сантиметров, картина принадлежит Галерее Академии в Венеции (выставлена в экспозиции Convento dei Canonici Lateranensi Gallerie dell'Accademia), Inv. Nr. 743. Техника — масляная живопись на холсте.

## Сюжет картины
|   | a | b | c | d | e | f | g | h |   |
| - | --- | --- | --- | --- | --- | --- | --- | --- | - |
| 8 | h4 чёрный конь · a3 чёрная ладья · e2 белая пешка · h2 чёрная пешка · a1 белый король · c1 чёрный король | h4 чёрный конь · a3 чёрная ладья · e2 белая пешка · h2 чёрная пешка · a1 белый король · c1 чёрный король | h4 чёрный конь · a3 чёрная ладья · e2 белая пешка · h2 чёрная пешка · a1 белый король · c1 чёрный король | h4 чёрный конь · a3 чёрная ладья · e2 белая пешка · h2 чёрная пешка · a1 белый король · c1 чёрный король | h4 чёрный конь · a3 чёрная ладья · e2 белая пешка · h2 чёрная пешка · a1 белый король · c1 чёрный король | h4 чёрный конь · a3 чёрная ладья · e2 белая пешка · h2 чёрная пешка · a1 белый король · c1 чёрный король | h4 чёрный конь · a3 чёрная ладья · e2 белая пешка · h2 чёрная пешка · a1 белый король · c1 чёрный король | h4 чёрный конь · a3 чёрная ладья · e2 белая пешка · h2 чёрная пешка · a1 белый король · c1 чёрный король | 8 |
| 7 | h4 чёрный конь · a3 чёрная ладья · e2 белая пешка · h2 чёрная пешка · a1 белый король · c1 чёрный король | h4 чёрный конь · a3 чёрная ладья · e2 белая пешка · h2 чёрная пешка · a1 белый король · c1 чёрный король | h4 чёрный конь · a3 чёрная ладья · e2 белая пешка · h2 чёрная пешка · a1 белый король · c1 чёрный король | h4 чёрный конь · a3 чёрная ладья · e2 белая пешка · h2 чёрная пешка · a1 белый король · c1 чёрный король | h4 чёрный конь · a3 чёрная ладья · e2 белая пешка · h2 чёрная пешка · a1 белый король · c1 чёрный король | h4 чёрный конь · a3 чёрная ладья · e2 белая пешка · h2 чёрная пешка · a1 белый король · c1 чёрный король | h4 чёрный конь · a3 чёрная ладья · e2 белая пешка · h2 чёрная пешка · a1 белый король · c1 чёрный король | h4 чёрный конь · a3 чёрная ладья · e2 белая пешка · h2 чёрная пешка · a1 белый король · c1 чёрный король | 7 |
| 6 | h4 чёрный конь · a3 чёрная ладья · e2 белая пешка · h2 чёрная пешка · a1 белый король · c1 чёрный король | h4 чёрный конь · a3 чёрная ладья · e2 белая пешка · h2 чёрная пешка · a1 белый король · c1 чёрный король | h4 чёрный конь · a3 чёрная ладья · e2 белая пешка · h2 чёрная пешка · a1 белый король · c1 чёрный король | h4 чёрный конь · a3 чёрная ладья · e2 белая пешка · h2 чёрная пешка · a1 белый король · c1 чёрный король | h4 чёрный конь · a3 чёрная ладья · e2 белая пешка · h2 чёрная пешка · a1 белый король · c1 чёрный король | h4 чёрный конь · a3 чёрная ладья · e2 белая пешка · h2 чёрная пешка · a1 белый король · c1 чёрный король | h4 чёрный конь · a3 чёрная ладья · e2 белая пешка · h2 чёрная пешка · a1 белый король · c1 чёрный король | h4 чёрный конь · a3 чёрная ладья · e2 белая пешка · h2 чёрная пешка · a1 белый король · c1 чёрный король | 6 |
| 5 | h4 чёрный конь · a3 чёрная ладья · e2 белая пешка · h2 чёрная пешка · a1 белый король · c1 чёрный король | h4 чёрный конь · a3 чёрная ладья · e2 белая пешка · h2 чёрная пешка · a1 белый король · c1 чёрный король | h4 чёрный конь · a3 чёрная ладья · e2 белая пешка · h2 чёрная пешка · a1 белый король · c1 чёрный король | h4 чёрный конь · a3 чёрная ладья · e2 белая пешка · h2 чёрная пешка · a1 белый король · c1 чёрный король | h4 чёрный конь · a3 чёрная ладья · e2 белая пешка · h2 чёрная пешка · a1 белый король · c1 чёрный король | h4 чёрный конь · a3 чёрная ладья · e2 белая пешка · h2 чёрная пешка · a1 белый король · c1 чёрный король | h4 чёрный конь · a3 чёрная ладья · e2 белая пешка · h2 чёрная пешка · a1 белый король · c1 чёрный король | h4 чёрный конь · a3 чёрная ладья · e2 белая пешка · h2 чёрная пешка · a1 белый король · c1 чёрный король | 5 |
| 4 | h4 чёрный конь · a3 чёрная ладья · e2 белая пешка · h2 чёрная пешка · a1 белый король · c1 чёрный король | h4 чёрный конь · a3 чёрная ладья · e2 белая пешка · h2 чёрная пешка · a1 белый король · c1 чёрный король | h4 чёрный конь · a3 чёрная ладья · e2 белая пешка · h2 чёрная пешка · a1 белый король · c1 чёрный король | h4 чёрный конь · a3 чёрная ладья · e2 белая пешка · h2 чёрная пешка · a1 белый король · c1 чёрный король | h4 чёрный конь · a3 чёрная ладья · e2 белая пешка · h2 чёрная пешка · a1 белый король · c1 чёрный король | h4 чёрный конь · a3 чёрная ладья · e2 белая пешка · h2 чёрная пешка · a1 белый король · c1 чёрный король | h4 чёрный конь · a3 чёрная ладья · e2 белая пешка · h2 чёрная пешка · a1 белый король · c1 чёрный король | h4 чёрный конь · a3 чёрная ладья · e2 белая пешка · h2 чёрная пешка · a1 белый король · c1 чёрный король | 4 |
| 3 | h4 чёрный конь · a3 чёрная ладья · e2 белая пешка · h2 чёрная пешка · a1 белый король · c1 чёрный король | h4 чёрный конь · a3 чёрная ладья · e2 белая пешка · h2 чёрная пешка · a1 белый король · c1 чёрный король | h4 чёрный конь · a3 чёрная ладья · e2 белая пешка · h2 чёрная пешка · a1 белый король · c1 чёрный король | h4 чёрный конь · a3 чёрная ладья · e2 белая пешка · h2 чёрная пешка · a1 белый король · c1 чёрный король | h4 чёрный конь · a3 чёрная ладья · e2 белая пешка · h2 чёрная пешка · a1 белый король · c1 чёрный король | h4 чёрный конь · a3 чёрная ладья · e2 белая пешка · h2 чёрная пешка · a1 белый король · c1 чёрный король | h4 чёрный конь · a3 чёрная ладья · e2 белая пешка · h2 чёрная пешка · a1 белый король · c1 чёрный король | h4 чёрный конь · a3 чёрная ладья · e2 белая пешка · h2 чёрная пешка · a1 белый король · c1 чёрный король | 3 |
| 2 | h4 чёрный конь · a3 чёрная ладья · e2 белая пешка · h2 чёрная пешка · a1 белый король · c1 чёрный король | h4 чёрный конь · a3 чёрная ладья · e2 белая пешка · h2 чёрная пешка · a1 белый король · c1 чёрный король | h4 чёрный конь · a3 чёрная ладья · e2 белая пешка · h2 чёрная пешка · a1 белый король · c1 чёрный король | h4 чёрный конь · a3 чёрная ладья · e2 белая пешка · h2 чёрная пешка · a1 белый король · c1 чёрный король | h4 чёрный конь · a3 чёрная ладья · e2 белая пешка · h2 чёрная пешка · a1 белый король · c1 чёрный король | h4 чёрный конь · a3 чёрная ладья · e2 белая пешка · h2 чёрная пешка · a1 белый король · c1 чёрный король | h4 чёрный конь · a3 чёрная ладья · e2 белая пешка · h2 чёрная пешка · a1 белый король · c1 чёрный король | h4 чёрный конь · a3 чёрная ладья · e2 белая пешка · h2 чёрная пешка · a1 белый король · c1 чёрный король | 2 |
| 1 | h4 чёрный конь · a3 чёрная ладья · e2 белая пешка · h2 чёрная пешка · a1 белый король · c1 чёрный король | h4 чёрный конь · a3 чёрная ладья · e2 белая пешка · h2 чёрная пешка · a1 белый король · c1 чёрный король | h4 чёрный конь · a3 чёрная ладья · e2 белая пешка · h2 чёрная пешка · a1 белый король · c1 чёрный король | h4 чёрный конь · a3 чёрная ладья · e2 белая пешка · h2 чёрная пешка · a1 белый король · c1 чёрный король | h4 чёрный конь · a3 чёрная ладья · e2 белая пешка · h2 чёрная пешка · a1 белый король · c1 чёрный король | h4 чёрный конь · a3 чёрная ладья · e2 белая пешка · h2 чёрная пешка · a1 белый король · c1 чёрный король | h4 чёрный конь · a3 чёрная ладья · e2 белая пешка · h2 чёрная пешка · a1 белый король · c1 чёрный король | h4 чёрный конь · a3 чёрная ладья · e2 белая пешка · h2 чёрная пешка · a1 белый король · c1 чёрный король | 1 |
|   | a | b | c | d | e | f | g | h |   |

На картине изображены три человека, двое из которых играют в шахматы: мужчина, скромно, но изящно одетый; юноша, одетый в яркий дорогой костюм, которого приобнимает женщина; сама женщина одета в полупрозрачную рубашку и простое лёгкое платье (на лице заметны морщины, она явно не молода, ведёт себя развязно, в руке зажат кошелёк с деньгами, вероятно, она — девица легкого поведения). На мужчинах шляпы, рядом с шахматной доской лежит горсть серебряных монет. Место действия, остающееся в полутьме, не вызывает уважения у персонажей и позволяет им не считаться с условностями. На столе в непосредственной близости от мужчины два разных вида крепкого алкоголя.
Молодой человек одерживает победу в партии, жест руки противника обычно выражает на картинах этого времени удивление или признание своего поражения.
Сюжет, связанный с азартом в играх, представлен творчеством и самого Караваджо, а особенно широко — в творчестве его последователей. Он позволяет передать тонкие психологические нюансы реакции участников и зрителей игры. Часто в основе работ последователей художника оказывались композиции самого Караваджо, а иногда даже сюжетно не связанные с азартной игрой. Так в основу композиции картины Теодора Ромбоутса «Игроки в карты» (Королевский музей, Антверпен) положена композиция «Призвания апостола Матфея» Караваджо. Ромбоутс даже процитировал двух персонажей итальянского художника: стоящий спиной солдат на переднем плане и старик, всматривающийся сквозь очки в карты своего соседа.
Изображение игры в шахматы в творчестве караваджистов представлено только данной картиной. Обычно они изображали игру в карты или триктрак, где победа определяется в значительной степени везением и проявляются гораздо более яркие страсти.

## Позиция на доске
На картине легко различима шахматная позиция на доске. У чёрных большой материальный и позиционный перевес. Юноша делает ход чёрной ладьёй, которую держит в руке над доской, на а3, ставя мат белому королю. Как и на некоторых других картинах этого времени, чёрные клетки здесь соответствуют расположению белых на современной доске (a1 белая, а не чёрная, как требуется сейчас).